# Françoise Lepage
Pour les articles homonymes, voir Lepage.
Françoise Lepage (29 décembre 1945 à Saint-Amand-Montrond en France - 23 janvier 2010 à Ottawa en Ontario au Canada) est une écrivaine francophone d'origine française, professeur au département des Lettres françaises de l’Université d’Ottawa.

## Biographie
D’abord bibliothécaire, puis traductrice en bibliothéconomie et archivistique, Françoise Lepage a enseigné pendant plus de 10 ans la littérature pour la jeunesse au département des Lettres françaises de l’Université d’Ottawa. Parallèlement à ces activités, elle a mené des recherches sur ce sujet, qui ont été publiées dans diverses revues, et ses essais constituent des ouvrages de référence incontournables.
Grande collaboratrice des Éditions David dès la première heure, Françoise Lepage y publiait, en 2000, Histoire de la littérature pour la jeunesse (Québec et francophonies du Canada), suivie d’un Dictionnaire des auteurs et des illustrateurs. Cet ouvrage fut accueilli avec beaucoup d’enthousiasme et plusieurs fois primé. Il demeure, encore aujourd’hui, un ouvrage de référence inestimable. Cet ouvrage lui a valu le Prix Gabrielle Roy 2000, le Prix Champlain 2001 et le Prix du livre de la Ville d’Ottawa 2002.
En 2001, la section nationale canadienne de IBBY (Union Internationale pour les Livres de Jeunesse) lui remettait la bourse Frances E. Russell. La bourse de 1 000 $ est destiné à appuyer la mission d’IBBY-Canada, laquelle consiste « à aider et à encourager la recherche dans le domaine de la littérature jeunesse sous toutes ses formes », et est remis pour un travail de recherche publiable (un livre ou un manuscrit) portant sur la littérature jeunesse au Canada.
En 2001, Françoise Lepage créait et devenait directrice de la collection Voix didactiques-Auteurs aux Éditions David, une collection visant à étudier des œuvres et des auteurs de la littérature-jeunesse fréquemment inscrits au programme des écoles secondaires et des Cégeps. Elle y aura fait paraître sept titres. Fidèle collaboratrice de la revue Lurelu, Françoise Lepage prenait aussi, en 2004, la barre de la collection Cavales, aux Éditions L'Interligne, une collection très porteuse pour la jeunesse. En tant qu’auteur, elle y a elle-même signé plusieurs albums et romans-jeunesse, dont certains lui ont mérité de nombreux honneurs.
Depuis 2003, elle se consacrait à l’écriture comme essayiste, critique littéraire et romancière. Elle écrivait dans deux registres différents : la critique littéraire (essais, comptes rendus) alors que l’écriture de fiction est venue plus tard (romans et albums pour la jeunesse, nouvelles pour adultes).
Françoise Lepage a écrit deux autres livres sur la littérature pour la jeunesse. Daniel Mativat, étude de deux romans de cet auteur, était destinée aux enseignants et aux élèves des écoles secondaires (Éditions David, 2003). Paule Daveluy ou la passion des mots (Éditions Pierre Tisseyre, 2003), finaliste au Prix de la Ville d’Ottawa pour l’année 2003, est une biographie d’une pionnière de la littérature québécoise pour adolescentes.
En publiant sa trilogie romanesque intitulée Sébastien de French Hill, Françoise Lepage a lancé sa prolifique carrière d'auteur pour la jeunesse. En 2003-2004, la suite en trois volumes, Le chant des loups, Le montreur d’ours et Le héron cendré fait revivre les débuts de la colonisation dans l’est de l’Ontario vus à travers les yeux d’un enfant de neuf ans.
Ensuite, Françoise Lepage a publié, aux Éditions L’Interligne, plusieurs romans pour les jeunes de 9 ans et plus. Poupeska, dans lequel elle abordait l'angoisse et l'intimidation chez les jeunes, a bénéficié de plusieurs prix et nominations, dont le plus important est le Prix du livre d’enfants Trillium. Il a également été finaliste au Prix du gouverneur général.
Léo sur l’eau, paru aux Éditions du Phoenix à Montréal, est un conte symbolique et initiatique qui raconte le voyage de deux enfants sur une rivière. Les divers épisodes évoquent les grandes étapes de la vie, de la petite enfance à l’âge des choix du jeune adulte. Chez le même éditeur montréalais, Avenue M comme Mystère présente une intrigue policière sur fond de violence familiale.
Françoise Lepage a également publié deux albums : Le Noël de Florent Létourneau (Montréal, Les 400 coups) illustré par Bruce Roberts, et Le cadeau de l’ours (Ottawa, Vermillon), illustré par Gilles Lacombe.
Françoise Lepage a également publié plusieurs nouvelles pour adultes dans diverses revues, dont Brèves littéraires et Virages. En mars 2006, elle était l'invitée d'honneur au Salon du livre de l'Outaouais, en tant que représentante de l'Association des auteures et auteurs de l'Ontario français.
Elle avait, par ailleurs, récemment publié, encore une fois à l'enseigne de L'Interligne, un album illustré par Marion Arbona, Le Collier de la duchesse, une adaptation d'un extrait d'Évangéline, de Henry Wadsworth Longfellow.
Françoise Lepage s'apprêtait à lancer son tout premier titre de fiction pour adultes, un recueil de nouvelles intitulé Soudain l'étrangeté, aux Éditions David. Cet ouvrage sera publié an mai 2010, quelques mois après sa mort.
Cette énumération pourrait certainement s’allonger encore. On pourrait aussi parler de l’engagement de Françoise Lepage dans la communauté littéraire franco-ontarienne, de ses nombreuses conférences sur la littérature-jeunesse et des ateliers incalculables qu’elle a présentés dans les écoles, toujours intéressée qu’elle était à s’adresser aux jeunes et à promouvoir la lecture.
Françoise Lepage était une collaboratrice régulière du Regroupement des Éditeurs canadiens-français. Elle a collaboré à la production d'une centaine de fiches pédagogiques du projet Des Livres plein l'École et présenté des conférences sur la littérature jeunesse, comme tout dernièrement à l'American Association of Teachers of French (en) (AATF). Elle devait présenter un atelier à la Super Conférence OLA en mars 2010.
Françoise Lepage est morte d'un cancer qui l'a emportée en un peu plus de deux semaines. Âgée de 64 ans, Françoise Lepage s'est éteinte moins de deux ans après son mari, Yvan G. Lepage, qui fut l'une des figures importantes de la Faculté des arts et du Département des lettres françaises de l'Université d'Ottawa. Elle habitait à Ottawa depuis 30 ans au moment de son décès,. Elle lègue 100 000 dollars à l'Association des auteures et auteurs de l'Ontario français pour y soutenir des activités littéraires.

## Prix reçus
- Prix Gabrielle-Roy 2000, Champlain 2001 et du livre de la Ville d'Ottawa 2002 pour son Histoire de la littérature pour la jeunesse.
- Prix Frances E. Russel d’IBBY Canada 2001.
- Finaliste au Prix du Gouverneur Général en 2006, Prix du livre d'enfants Trillium et le Prix littéraire Le Droit - jeunesse 2007 pour Poupeska[16].
- Deuxième prix de la nouvelle de Brèves littéraires pour un texte intitulé « Les petits papiers » (paru dans Brèves littéraires, no. 67 (printemps 2004), p. 40-44) et le deuxième prix de la nouvelle de la Ville d’Ottawa, en 2004, pour « Les deux orphelines ».